# Lola Anglada
Lola Anglada   (Barcelona, 28 d'octubre de 1892 - Tiana, 12 de setembre de 1984) nom de ploma de Dolors Anglada i Sarriera, fou una narradora infantil i dibuixant catalana. És considerada la darrera dels clàssics il·lustradors de l'escola catalana de principis de segle xx i una de les escriptores més importants de l'etapa de la preguerra, també va ser la primera dona en rebre una creu de Sant Jordi.

## Biografia
Va néixer el 1892 a la ciutat de Barcelona, en una família benestant amb fortes arrels a la població de Tiana. Filla de Gabriel Anglada i Augé i Elisa Sarriera i Doutrem, nascuts a Barcelona. El fet de pertànyer a una família benestant li permetria no haver de dependre d'un treball per viure.
Els seus pares, en les seves sortides a l'estranger, li portaven llibres il·lustrats i això va despertar el seu entusiasme pels contes. De ben petita, ella mateixa escrivia històries, les dibuixava i les relligava.

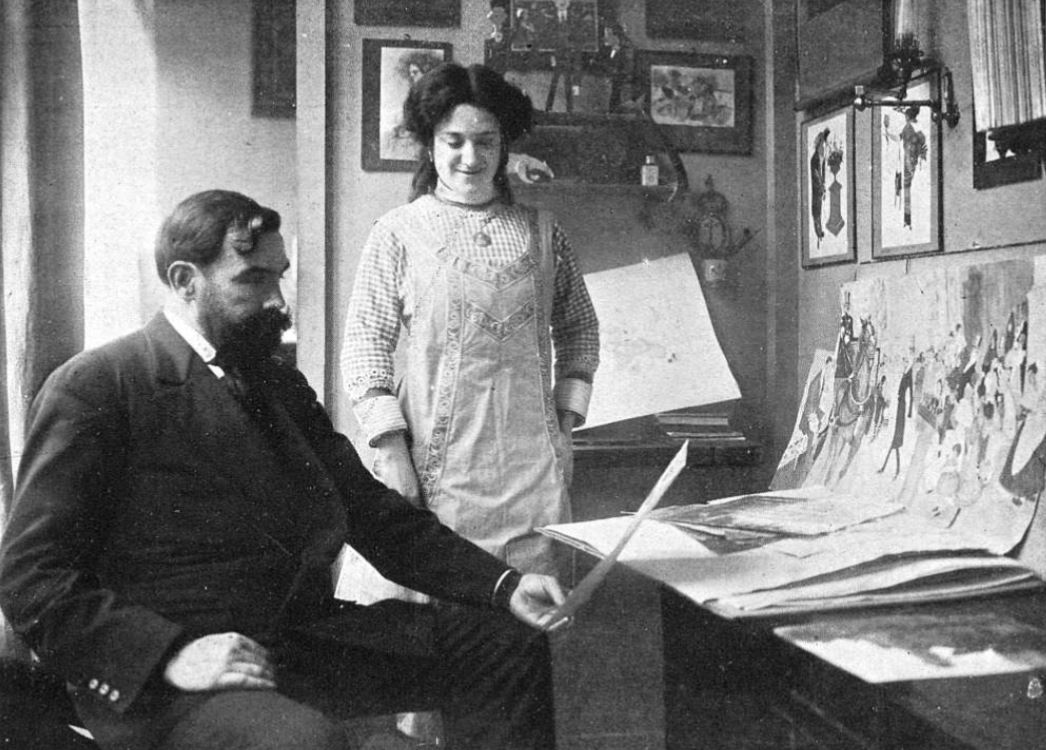
Lola Anglada amb el seu mestre Joan Llaverias

Va estudiar a l'Escola de la Llotja de Barcelona, al costat d'Antoni Utrillo i Joan Llaverias, i a l'acadèmia de Francesc d'A. Galí. Francesc Llaverias aconseguí que Anglada comencés a participar en exposicions col·lectives i realitzés l'any 1912 la seva primera exposició a la Sala Parés de Barcelona i que el setmanari ¡Cu-Cut! publiqués un dibuix de l'autora. L'any 1914 va escriure, il·lustrar i editar el primer conte, Floriana.
Els anys següents va seguir exposant en sales i espais barcelonins com el saló de La Publicidad, on va exposar l'obra Jesús infant, el Cercle Artístic de Sant Lluc, La Pinacoteca, les Galeries Dalmau, la Biblioteca Femenina, la Casa de l'Ardiaca o la Sala Renard. Igualment, va participar en l'Exposició de Belles Arts de Barcelona de 1920, on la seva obra sembla que va tenir força èxit, i en l'Exposició de Primavera de 1921.
En finalitzar la Primera Guerra Mundial va viatjar a París gràcies a una beca del Govern francès i va col·laborar amb diverses editorials de la capital francesa, on es relacionà amb Francesc Macià i Josep Clarà.
El 1923 va tornar a Catalunya per una greu malaltia, de la qual es va recuperar en la seva convalescència a Cervelló (Baix Llobregat). Allí va fer unes quantes estades fins al 1928 i fou on va decidir escriure els seus propis contes. En els boscos d'aquelles contrades s'inspirà per escriure el seu primer llibre ''Margarida''. L'any 1928 va col·laborar amb l'editorial Hachette de París i va publicar el llibre per a infants El Peret.

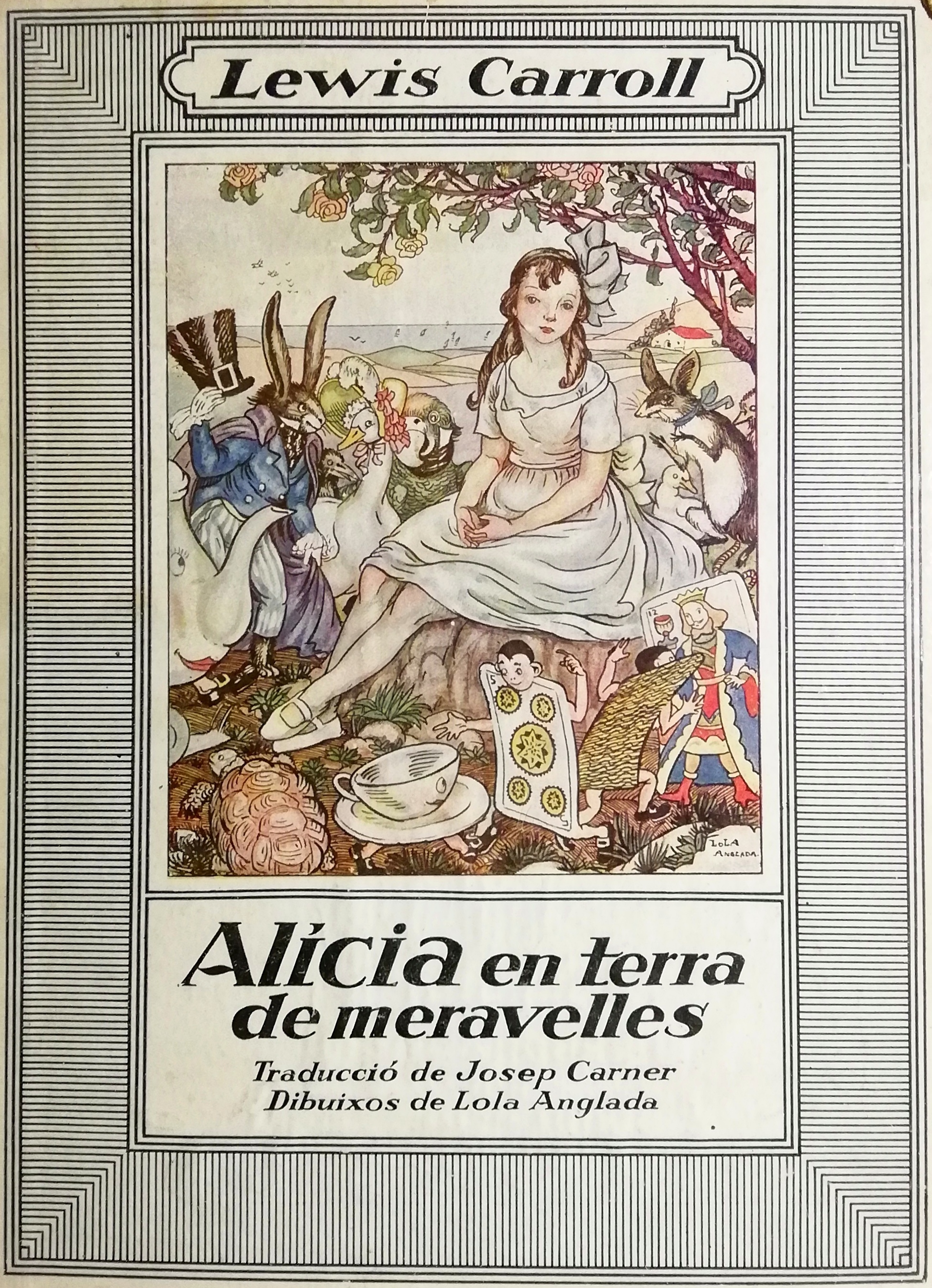
Lola Anglada va il·lustrar la primera traducció catalana que es va fer dAlícia al país de les meravelles l'any 1927

Compromesa amb els valors democràtics i la causa catalanista, organitzà una sol·licitud d'amnistia pels acusats de participar en el Complot de Garraf contra el rei Alfons XIII d'Espanya. Va militar a la Unió Catalanista, de la qual va ser secretària d'Acció Cultural i Social des del 1932.
Durant la Guerra Civil s'afilià a la UGT i col·laborà en el Comissariat de propaganda; un cop acabada la guerra, s'instal·là definitivament a Tiana, al Maresme, a la finca estiuenca de la família situada al peu de la plaça de la Vila.
Morí a Tiana el 12 de setembre de 1984.
Segons Josep Murgades, Lola Anglada fou «una dona que, per motius generacionals i, en definitiva, històrics de llarga durada, es veu constreta, com a tal, a autoafirmar-se majorment en la seva vocació d'artista independent: en contra de la inèrcia patriarcal d'antuvi; en contra de les servituds que s'haurien derivat d'una possible vinculació conjugal després; en contra ja —simplement com a catalana— d'un règim dictatorial repressor i d'un altre de transició si més no oblidadís».

## Obra artística
Artista polifacètica, a més d'escriptora i autora teatral, va ser decoradora, ceramista, pintora, escultora, figurinista i, sobretot, dibuixant, amb una tècnica de dibuix excel·lent, una gran sensibilitat i un fort sentiment nacionalista.
El seu dibuix es caracteritza per l'evocació d'un passat setcentista i vuitcentista idealitzat, tant en escenaris urbans com rurals. Segons Francesc Miralles, «la seva obra reflectia un lirisme bucòlic a vegades, nostàlgic d'altres, on sempre suraven essències de la terra». Alguns autors han afirmat que rebia la influència de l'il·lustrador anglès Arthur Rackham.
Col·laborà des de molt jove a gairebé totes les revistes infantils catalanes de l'època i arribà a esdevenir una de les escriptores més representatives del gènere a la preguerra. De fet, va ser la il·lustradora catalana més prolífica dels anys vint i la primera dibuixant professional d'Espanya.
Va col·laborar en diverses revistes infantils, com ara En Jordi, En Patufet, La Mainada o La Nuri, fundada per ella mateixa. La protagonista, que devia el seu nom al personatge de Terra Baixa d'Àngel Guimerà, reflectia l'ideal de dona noucentista. El personatge que l'ha fet més coneguda, "El més petit de tots", és un símbol d'identitat nacional de l'època.
Va il·lustrar obres d'Oscar Wilde, Perrault, Lewis Carroll, Madame d'Aulnoy, Comtèse de Segur, Josep Carner i Carles Riba, entre d'altres. A partir de 1920, però, va preferir escriure i il·lustrat les seves pròpies històries, i tenir cura de la il·lustració, la tipografia i el format dels llibres. Els seus personatges estaven inspirats en persones reals de classes populars, tocats per la dissort o la pobresa. També col·laborà amb les seves il·lustracions amb Francesc Curet i Payrot en els escrits que aquest feia al Diario de Barcelona.
Té obres al Museu Nacional d'Art de Catalunya, al Museu d'Història de Barcelona, al Museu Thermalia de Caldes de Montbui, al Museu de Montserrat, al Museu de Badalona, al Museu Abelló de Mollet del Vallès, a la Biblioteca-Museu Víctor Balaguer de Vilanova i la Geltrú i al Museu del Mar de Lloret de Mar. Igualment, el Museu de les Arts Escèniques conserva una petita col·lecció de figurins i esbossos escenogràfics de Lola Anglada.
Cedí la seva col·lecció de nines a la Diputació de Barcelona, que la instal·là al Museu Romàntic Can Llopis de Sitges.

### Exposicions individuals[15]
- 1912. La montanya del misteri. Barcelona, Faianç Català.
- 1916. Exposició Lola Anglada Sarriera. Barcelona, Faianç Català.
- 1917. Lola Anglada. Barcelona, Saló de la Publicitat.
- 1920. Barcelona, Saló del Cercle Artístic de Sant Lluc.[7]
- 1921. Barcelona, Saló del Cercle Artístic de Sant Lluc.[7]
- 1922. Exposició de nines i dibuixos de Lola Anglada Sarriera. Barcelona, Sala Reig.
- 1925. Barcelona, Galeries Dalmau.
- 1927. Barcelona, Sala Parés.
- 1928. Barcelona, Biblioteca Femenina.[7]
- 1930. Exposició-venda de pintures i dibuixos de Lola Anglada Sarriera a profit dels nostres presos. Barcelona, Sala Parés.
- 1933. Exposició de Lola Anglada Sarriera: primer centenari de la Renaixença Catalana: visions de la Barcelona vuitcentista. Barcelona, Casa de l'Ardiaca.
- 1936. Exposició Lola Anglada i Sarriera. Barcelona, Sala Renart.
- 1964. Exposició Lola Anglada. Barcelona, Sala Rovira.
- 1977-1978. Exposició de dibuixos sobre el tema de la Guerra Civil realitzats per Lola Anglada.Terrassa, Museu Provincial Textil.
- 1986. La Guerra Civil vista per Lola Anglada. Barcelona, Ateneu Barcelonès.

### Exposicions col·lectives[16]
- 1920. Exposició de Belles Arts de Barcelona.[7]
- 1921. Exposició de Primavera. Barcelona.[7]
- 1923. Exposició d'art. Barcelona, Palau de la Indústria.
- 1923. Artistes col·laboradors del setmanari Virolet. Barcelona, La Pinacoteca.[7]
- 1927 (cap a). Barcelona, Club Esportiu Catalunya.
- 1927. Exposició pro-monument Garreta. Barcelona, Sala Parés.
- 1929. Barcelona, Sala d'Art Antic.
- 1933. Fira del dibuix. Barcelona, Renart.
- 1937. Barcelona, Ateneu Socialista de Catalunya (Quatre Gats).
- 2008. Dels fons a la superfície. Sala Àgora, Barcelona, Centre de Cultura de Dones Francesca Bonnemaison.[17]

### Obres destacades
- c. 1949 - Carnestoltes. Les Danses (litografia aquarel·lada sobre paper), conservada a la Biblioteca Museu Víctor Balaguer.[12]
- s/d (data d'ingrés 1957) - A la font (aquarel·la sobre paper), conservada al Museu de Badalona.[12]

## Obres

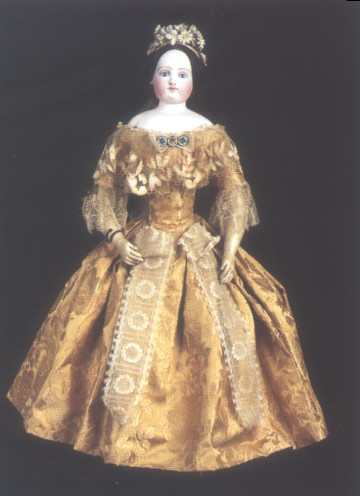
La nina del drapaire, 1855. Col·lecció de Nines i Joguines Lola Anglada. Museu Romàntic Can Llopis, Sitges

- 1917: Blanca Neus i altres contes, i La pau de casa i altres de Josep Carner. Magraneta i Les taronges d'or de Joan Gay.
- 1919: Leyendas d'Oriente de Josep Carner. La hija de la Luna de Carles Riba.
- 1920: Contes del Paradís, escrit i il·lustrat per ella mateixa.
- 1922: Els camins de la sort, de Ramon Reventós.
- 1924: La Récitation Française a l'École. Cours Élémentaire de Souché, A.
- 1925: La nau de les veles d'or, de Josep Massó Ventós.
- 1926: La Chatte Blanche, de Madame D'Aulnoy. Penrod, actor de Booth Tarkington. La llàntia meravellosa d'Aladí de Marçal Trilla i Rostoll.
- 1927: El Parenostre interpretat per a infants. Alícia en terra de meravelles, de Lewis Carroll.
- 1928: En Peret, escrit i il·lustrat per ella mateixa.

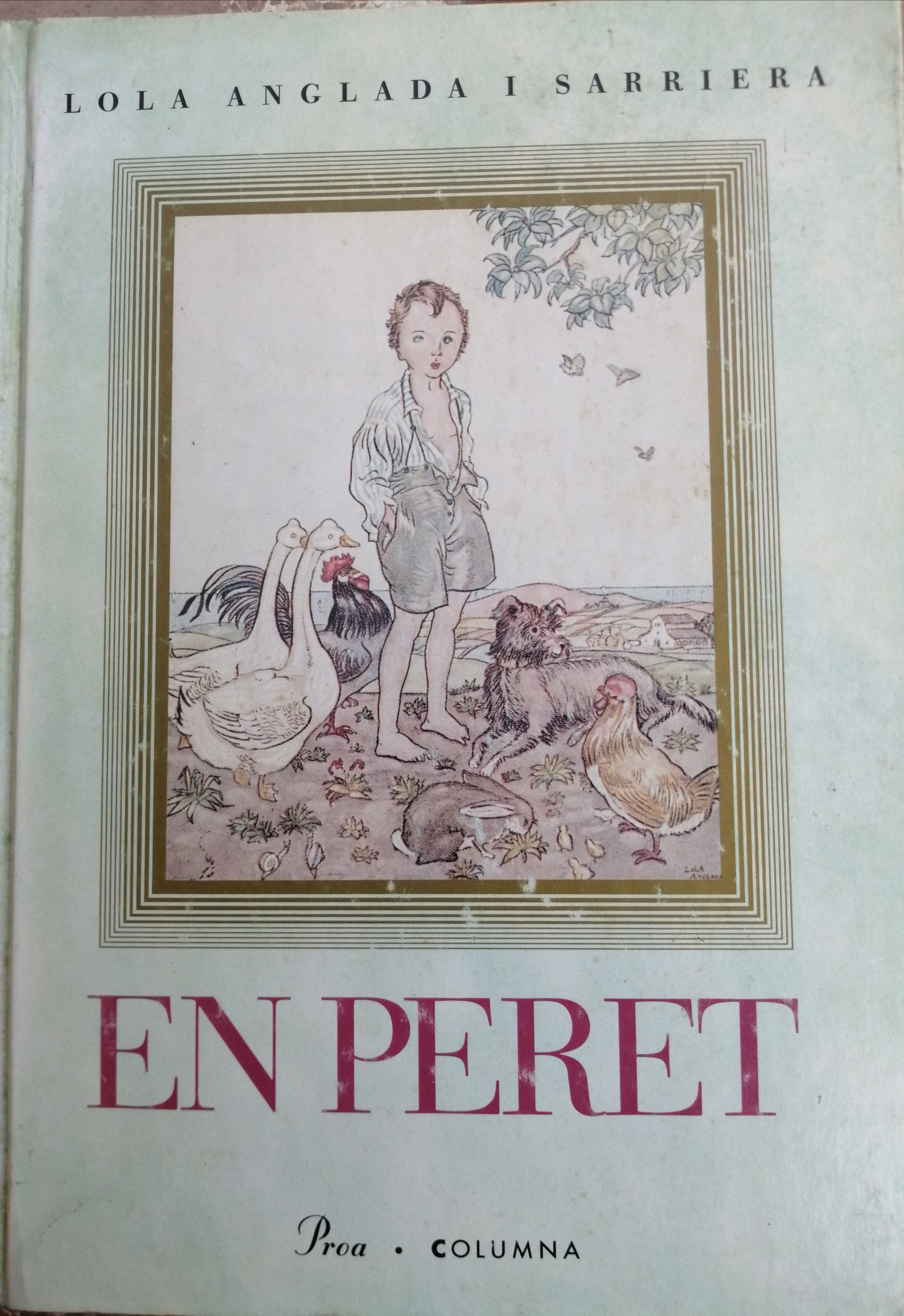
En Peret

- 1929: Margarida, escrit i il·lustrat per ella mateixa.
- 1929: Monsenyor Llangardaix, escrit i il·lustrat per ella mateixa.
- 1930: Narcís, escrit i il·lustrat per ella mateixa. Nick, conte de mitja nit, de Carme Karr. Peret valentet de Valeri Serra i Boldú.
- 1931: Le bon petit Henri de Comtesse de Ségur. Lectures d'Infants. Llibre segon de Maria de l'Assumpció Pascual.
- 1933: Clavellina i Crisantem, el príncep teixidor, Ametllonet, Estel i Floreta, L'herba maleïda, El príncep cec, escrits i il·lustrats per ella mateixa i La germana del gegant, de Valeri Serra i Boldú.
- 1934: Contes d'Argent.
- 1935: La Gatomaquia ', de Lope de Vega Carpio.
- 1936: Un gos perillós, escrit i il·lustrat per ella mateixa.
- 1937: El més petit de tots, escrit i il·lustrat per ella mateixa.
- 1942: La poma màgica, escrit i il·lustrat per ella mateixa.
- 1947: Contes meravellosos, escrit i il·lustrat per ella mateixa.
- 1949: La Barcelona dels nostres avis.
- 1951: El Parenostre i l'Avemaria.
- 1952: La vida a la llar, La Rambla, passeig i jardins, La vida humanitària i Els barris de la ciutat de Francesc Curet.
- 1954: Botigues, obradors i cases de menjar i veure de Francesc Curet.
- 1955: La vida religiosa, de Francesc Curet. Poems de John Keats.
- 1956: Muralles enllà de Francesc Curet.
- 1957: Costums, festes i solemnitats, de Francesc Curet.
- 1958: La meva casa i el meu jardí, escrit i il·lustrat per ella mateixa.
- 1962: Martinet, escrit i il·lustrat per ella mateixa.
- 1983: Les meves nines, escrit i il·lustrat per ella mateixa.
- 2015: Memòries 1892-1984. Edició a cura de Núria Rius Vernet i Teresa Sanz.

## Guardons
- Medalla al Mèrit Cultural de la Diputació de Barcelona (1975)
- Medalla del Foment de les Arts Decoratives (1980)
- Creu de Sant Jordi, concedida per la Generalitat de Catalunya el 1981.

## Reconeixements

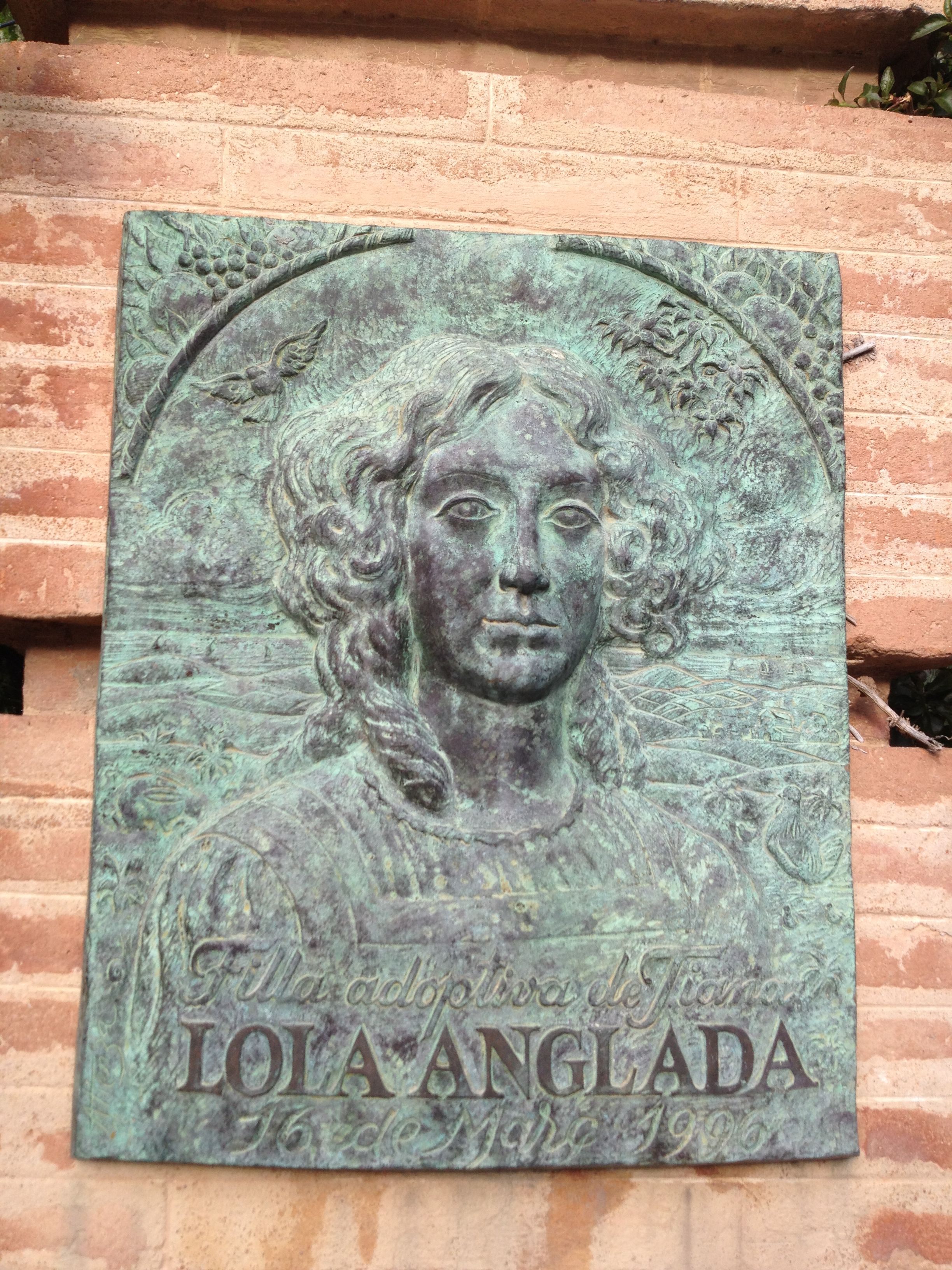
Placa commemorativa del nomenament de Lola Anglada com a filla adoptiva de la vila de Tiana

Nomenada filla adoptiva de Tiana, aquesta població també ha posat el seu nom a l'escola pública de primària del poble.
També hi ha Centres d'ensenyament Lola Anglada a Badalona, L'Hospitalet de Llobregat, Martorell, Esplugues de Llobregat, Vilafranca del Penedès i Lloret de Mar.
A Barcelona hi havia una biblioteca amb el seu nom a l'eixample. Malauradament la van tancar fa uns anys sense que cap institució es responsabilitzés en crear una altra biblioteca amb el seu nom o bé consolidar, a Tiana o a Barcelona, el desitjat museu que l'artista havia anhelat i que la Diputació de Barcelona s'havia compromès a realitzar (tot i que Lola Anglada havia deixat propietats, finques, quasi la totalitat de la seva obra artística, la seva col·lecció de nines, manuscrits i documentació a la Diputació…)
Entre el 1984 i 2003 es concedí el Premi Lola Anglada de contes breus per a nois i noies, convocat per la Caixa Terrassa i l'Ajuntament de Terrassa.

## Fons personal
El seu fons personal, que inclou esborranys i diferents versions manuscrites i mecanoscrites de les seves obres (entre els quals guions de ràdio i memòries), documentació professional i correspondència, es conserva a la Biblioteca de Catalunya. La part més important dels originals dels seus dibuixos es conserva a la Diputació de Barcelona, mentre que a l'Arxiu Fotogràfic de Barcelona es conserva la majoria del seu fons fotogràfic, que aplega imatges reunides i generades per Lola Anglada al llarg de la seva vida personal i la seva activitat professional (fotografies, positius i negatius de diferents tècniques i formats). El fons fotogràfic, de gran valor per la riquesa i varietat dels continguts, inclou paisatges i vistes costumistes de la Ciutat Comtal i de Catalunya, que mostren la fisonomia i l'activitat quotidiana i festiva de Barcelona i la rodalia, fotografies sobre la vida i el treball en el món rural, i una col·lecció de retrats en negatiu al col·lodió de personatges anònims. Aquestes imatges poden haver estat utilitzades per Lola Anglada com a models per als seus dibuixos i il·lustracions. La seva biblioteca es conserva a la Biblioteca Santiago Rusiñol, de Sitges, per voluntat expressa de l'artista.